# Emmerson Mnangagwa
Emmerson Dambudzo Mnangagwa (/m̩.na.ˈᵑɡa.ɡwa/; sinh ngày 15 tháng 9 năm 1942) là một chính trị gia Zimbabwe, người kế nhiệm chức Tổng thống Zimbabwe vào ngày 24 tháng 11 năm 2017 sau khi Robert Mugabe từ chức sau sự can thiệp quân sự, một sự loại bỏ mà Liên minh châu Phi đã công nhận là một sự bày tỏ hợp pháp ý chí của người dân Zimbabwe. Là một đồng minh lâu đời của cựu Tổng thống Robert Mugabe và là thành viên cao cấp của đảng cầm quyền ZANU-PF, Mnangagwa từng giữ chức Phó Tổng thống Zimbabwe từ năm 2014 cho đến khi ông bị cách chức vào tháng 11 năm 2017, ngay trước khi cuộc đảo chính lật đổ Mugabe vào tháng 11 năm 2017. Vào ngày 21 tháng 11 năm 2017, Mugabe đã từ chức, với sự chỉ trích của ZANU-PF nói với các tổ chức tin rằng Mnangagwa sẽ tiếp nhận làm tổng thống trong vòng 48 giờ. Tuy nhiên, người ta đã thông báo sau khi Mnangagwa trở lại Zimbabwe vào ngày hôm sau rằng ông sẽ tuyên thệ nhậm chức Tổng thống vào ngày 24 tháng 11 năm 2017.
Mnangagwa là một nhà lãnh đạo trong chiến tranh bụi rậm Rhodesia. Sau khi Zimbabwe được công nhận vào năm 1980, Mnangagwa giữ nhiều chức vụ nội các cao cấp dưới thời Mugabe, bao gồm cả bộ trưởng an ninh quốc gia trong các cuộc tàn sát ở Gukurahundi, trong đó hàng ngàn thường dân Ndebele bị giết. Mnangagwa đổ lỗi cho quân đội cho các cuộc thảm sát và tiếp tục nắm giữ các vị trí nội các cao cấp, mặc dù ông được cho là có trách nhiệm.
Sau khi được bổ nhiệm chức Bộ trưởng Bộ Nông nghiệp và Phát triển nông thôn vào năm 2005, Mnangagwa khôi phục lại sự ủng hộ của ông với Mugabe bằng cách giữ vai trò quan trọng trong việc duy trì quyền lực của Mugabe bằng cách ký thoả thuận chia sẻ quyền lực sau cuộc tổng tuyển cử vào năm 2008. Mnangagwa từng là Bộ trưởng Bộ Quốc phòng từ năm 2009 đến năm 2013, khi ông trở thành Bộ trưởng Tư pháp. Mnangagwa cũng được bổ nhiệm làm Phó Chủ tịch vào tháng 12 năm 2014 và được coi là ứng cử viên hàng đầu để trở thành người kế nhiệm Mugabe.
Tuy nhiên, Mnangagwa đã bị phe phản đối bởi phái thế hệ 40, do vợ của Tổng thống Mugabe, Grace Mugabe cầm đầu. Sau khi bị Tổng thống Mugabe cách chức vì cáo buộc âm mưu chống lại chính phủ, ông đã trốn sang Nam Phi. Tướng Constantino Chiwenga, đồng minh của ông và là chỉ huy của Lực lượng Phòng vệ Zimbabwe, đã thực hiện một cuộc đảo chính để chấm dứt các cuộc thanh trừng của Mugabe các quan chức cấp cao ZANU-PF. Mnangagwa sau đó được coi là người kế nhiệm khả năng của Mugabe trong bất kỳ nghị quyết chính trị nào từ cuộc đảo chính.
Ông có biệt danh là "Ngwena" có nghĩa là "cá sấu" trong tiếng Shona cho nhóm phục hồi chính trị mà ông thành lập, và phe của ông trong ZANU-PF có biệt danh là Lacoste theo công ty thời trang Pháp có logo là con cá sấu.

## Tiểu sử
Emmerson Dambudzo Mnangagwa sinh ngày 15 tháng 9 năm 1942, ở Shabani, Southern Rhodesia. Ông là người daann tộc Karanga, phân nhóm dân tộc lớn nhất của nhóm dân tộc Shona  đa số của Zimbabwe. Bố mẹ ông ta là những người nông dân tích cực hoạt động chính trị, và anh phải chạy trốn đến Zambia với gia đình vì cuộc kháng chiến của cha ông chống lại những người định cư da trắng.
Ông đã hoàn thành chương trình học lên bậc 4 ở trường tiểu học Lundi ở làng Mnangagwa, Shabani (đổi tên thành Zvishavane năm 1982), gia đình ông chuyển từ năm 1955 sang Rodea Bắc (nay là Zambia), nơi ông hoàn thành tiêu chuẩn 4. Ông đã hoàn tất chương trình bậc 5 và 6 của mình tại Trường Nội trú Mumbwa từ năm 1956 đến năm 1957 và đăng ký học tại trường Thương mại Kafue để theo học khoá học xây dựng. Mặc dù đó là khóa học ba năm, ông đã được chọn vào Đại học Kỹ thuật Hodgson. Kể từ khi trường đại học chỉ chấp nhận những người có trình độ "O", ông tham gia thi kiểm tra đầu vào và đạt được một kết quả lớp học đầu tiên. Điều này cho phép anh ta ghi danh vào một khóa học Xây dựng Công nghiệp Thành phố và Hội Thành phố kéo dài bốn năm. Với những người khác, ông bị trục xuất khỏi trường cao đẳng vào năm 1960 vì hoạt động chính trị đã dẫn đến việc đốt một số tài sản. Ông đã tham gia phong trào học sinh của UNIP tại trường đại học và đã được bầu vào vị trí điều hành.
Anh ta đã hoàn thành mức độ "O" và "A" khi đang ở trong tù thông qua thư từ sau khi anh ta theo học bằng luật sư. Ông muốn đăng ký bằng cử nhân kinh tế, nhưng thay vào đó lại lấy bằng luật. Ông đã hoàn thành Phần Một của Kỳ Thi Trung Cấp tại nhà tù Khami và vượt qua vị trí đầu tiên. Ông đã tham dự các kỳ thi và đạt. Năm 1972 ông tham dự kỳ thi LLB cuối cùng với Đại học London.
Sau khi được thả ra khỏi nhà tù và sau đó bị trục xuất đến Zambia, Đảng quyết định rằng ông phải hoàn tất bằng cử nhân luật và bắt đầu học tại trường Đại học Zambia, nơi ông vẫn từ 1973 đến 1974. Năm 1975, ông đã làm bằng thạc sĩ LLB và sau đó là một chương trình bưu điện khác trong Advocacy. Sau khi tốt nghiệp xong các nghiên cứu luật của mình, ông được nhận vào làm quán bar của Tòa án tối cao của Zambia năm 1976.
Được coi là một trong những người giàu có nhất tại Zimbabwe, Mnangagwa có mối quan hệ kinh doanh với đại tá Lionel Dyck, một sĩ quan da trắng thuộc Bộ Quốc phòng người Rhodes, người thành lập công ty giải phóng mặt bằng để đảm bảo các hợp đồng béo bở từ chính phủ Zimbabwe để dọn sạch mìn ở vùng biên giới Zimbabwe sau chiến tranh.

## Vai trò trong Chiến tranh Độc lập Zimbabwe
Năm 1960, sau khi bị trục xuất khỏi Trường Cao đẳng Kỹ thuật Hodgson vì hoạt động chính trị, ông đã tham gia vào một công ty xây dựng mới khởi nghiệp ở Nampala. Các liên doanh kinh doanh chỉ kéo dài ba tháng. Trong thời gian đó, ông được Đảng Quốc hội độc lập yêu cầu tổ chức bữa tiệc tại Chililabombwe (Bancroft), mà ông đã làm cho đến cuối năm 1961. Sau đó, ông trở về Lusaka, nơi ông trở thành Thư ký cho Đoàn Thanh niên UNIP trong khi làm việc cho một công ty tư nhân.
Năm 1962 ông được tuyển mộ vào Zimbabwe African People's Union (ZAPU) bởi Willie Musarurwa. Sau khi gia nhập ZAPU, anh ấy đã rời khỏi [Tanzania], nơi anh ở lại [Mbeya] và sau đó vào trại tập huấn ZAPU mới với James Chikerema, Clement Muchachi và Danha. Vào tháng 4 năm 1963, Mnangagwa, cùng với 12 thành viên khác của ZAPU, đã được gửi tới Dar es Salaam và đến Heliopolis để huấn luyện quân sự tại Học viện Quân sự Ai Cập.
Vào tháng 8 năm 1963, ông và mười trong mười ba thành viên của đảng đã quyết định tham gia vào [Zimbabwe African National Union] (ZANU) mới thành lập. Điều này đã dẫn đến sự giam giữ của họ bởi các nhà chức trách Ai Cập đã công nhận ZAPU có quỹ, nhưng không phải ZANU mà không có. Trong thời gian giam giữ này, các thành viên của ZANU đã liên lạc với [Robert Mugabe], người đã ở Tanganyika vào thời điểm đó và nói với anh ta rằng mười một học sinh đã rời ZAPU, ngừng đào tạo và hiện đang bị giam giữ. Mugabe đã chuyển hướng Trynos Makombe, người đã đi du lịch từ Trung Quốc, đến Ai Cập để giải thoát cho họ. Makombe cung cấp cho họ vé để bay tới Dar es Salaam.
Khi đến Tanganyika, sáu trong số mười một đã trở lại Rhodesia trong khi Mnangagwa và năm người còn lại tham gia trại [Frelimo] đầu tiên ở Bagamoyo vào cuối tháng 8 năm 1963. Mnangagwa đã được gửi đến Trung Quốc cùng với những người khác [Zimbabwe African Quân đội Giải phóng Nhân dân] (ZANLA), nơi họ đã trải qua hai tháng đầu tại [Trường Đại học Bắc Kinh, trường Marxism, Đại học Bắc Kinh] ở Bắc Kinh. Huấn luyện chiến đấu đã được tiến hành trong Nam Kinh trong ba tháng tới. Mnangagwa sau đó vẫn ở một trường khác cho kỹ thuật quân sự. Nhóm gồm có Felix Santana, Robert Garachani, Lloyd Gundu, Phebion Shonhiwa và John Chigaba. Sau khi hoàn thành đào tạo quân đội vào tháng 5 năm 1964, họ quay trở lại Tanganyika, nơi họ thành lập "Nhóm Cá sấu"
Năm 1960, sau khi bị trục xuất khỏi Trường Cao đẳng Kỹ thuật Hodgson vì hoạt động chính trị, ông đã tham gia vào một công ty xây dựng mới khởi nghiệp ở Nampala. Các liên doanh kinh doanh chỉ kéo dài ba tháng. Trong thời gian đó, ông được Đảng Quốc hội độc lập yêu cầu tổ chức bữa tiệc tại Chililabombwe (Bancroft), mà ông đã làm cho đến cuối năm 1961. Sau đó, ông trở về Lusaka, nơi ông trở thành Thư ký cho Đoàn Thanh niên UNIP trong khi làm việc cho một công ty tư nhân.
Năm 1962 ông được tuyển mộ vào Zimbabwe African People's Union (ZAPU) bởi Willie Musarurwa. Sau khi gia nhập ZAPU, anh ấy đã rời khỏi [Tanzania], nơi anh ở lại [Mbeya] và sau đó vào trại tập huấn ZAPU mới với James Chikerema, Clement Muchachi và Danha. Vào tháng 4 năm 1963, Mnangagwa, cùng với 12 thành viên khác của ZAPU, đã được gửi tới Dar es Salaam và đến Heliopolis để huấn luyện quân sự tại Học viện Quân sự Ai Cập.
Vào tháng 8 năm 1963, ông và mười trong mười ba thành viên của đảng đã quyết định tham gia vào [Zimbabwe African National Union] (ZANU) mới thành lập. Điều này đã dẫn đến sự giam giữ của họ bởi các nhà chức trách Ai Cập đã công nhận ZAPU có quỹ, nhưng không phải ZANU mà không có. Trong thời gian giam giữ này, các thành viên của ZANU đã liên lạc với [Robert Mugabe], người đã ở Tanganyika vào thời điểm đó và nói với anh ta rằng mười một học sinh đã rời ZAPU, ngừng đào tạo và hiện đang bị giam giữ. Mugabe đã chuyển hướng Trynos Makombe, người đã đi từ Trung Quốc, đến Ai Cập để giải thoát cho họ. Makombe cung cấp cho họ vé để bay tới Dar es Salaam.
Khi đến Tanganyika, sáu trong số mười một đã trở lại Rhodesia trong khi Mnangagwa và năm người còn lại tham gia trại Frelimo đầu tiên ở Bagamoyo vào cuối tháng 8 năm 1963. Mnangagwa đã được gửi đến Trung Quốc cùng với những người khác Quân đội Giải phóng Nhân dân châu Phi Zimbabwe (ZANLA), nơi họ đã trải qua hai tháng đầu tại [Trường Đại học Bắc Kinh, trường Marxism, Đại học Bắc Kinh] ở Bắc Kinh. Huấn luyện chiến đấu đã được tiến hành trong Nanking trong ba tháng tới. Mnangagwa sau đó vẫn ở một trường khác cho kỹ thuật quân sự. Nhóm gồm có Felix Santana, Robert Garachani, Lloyd Gundu, Phebion Shonhiwa và John Chigaba. Sau khi hoàn thành đào tạo quân đội vào tháng 5 năm 1964, họ quay trở lại Tanganyika, nơi họ thành lập "Nhóm Cá sấu". Không có vũ khí nào có sẵn để có thể sử dụng được trong vùng miền Nam Rhodesia, mặc dù nhiệm vụ này được giao cho John Mataure và Noel Mukono.
Nhóm đã vội vã tham dự Đại hội ZANU tại Mkoba, Gweru, vào tháng 5 năm 1964, đến một ngày trước Quốc hội. Kết quả của cuộc bầu cử như sau:
- Ndabaningi Sithole: Tổng thống
- Leopold Takawira: Phó tổng hống
- Herbert Chitepo: Chủ tịch Quốc hội
- Robert Mugabe: Tổng thư ký

Sau Đại hội ZANU, ba đồng nghiệp của ông, tức là Shoniwa, Jameson Mudavanhu và Edison Shirihuru, bị bắt giữ và bắt vì buôn lậu súng vào Nam Rhodesia. Ông ta đã gửi [Lawrence Svosve] quay trở lại Lusaka với một số tin nhắn nhưng không bao giờ gặp lại ông ta.
Mặc dù thất bại này, nhóm cá sấu vẫn tiếp tục hoạt động và có sự tham gia của Matthew Malowa, một thành viên của ZANU, người đã được đào tạo ở Ai Cập. Ngoài việc buôn lậu vũ khí vào đất nước, nhiệm vụ chính là tuyển mộ những người ủng hộ từ [Harare, Salisbury], [Masvingo | Fort Victoria], [Mberengwa (District) | Mberengwa], và Macheke và buôn lậu chúng qua biên giới tại Mutoko], để họ có thể tiếp tục đào tạo cho Tanzania, cả chính trị và du kích. Nhóm Cá sấu đi hoàn toàn bằng chân giữa Salisbury và Mutoko.
Lãnh đạo của ZANU tại Sikombela đã gửi cho nhóm cá sấu một thông điệp khuyến khích họ thực hiện một số hành động để các giấy tờ báo cáo về điều đó, và cho thấy rằng nó thuộc quyền chỉ huy của Bộ Tư lệnh Quân sự ZANU. Mục đích là các đoạn tin sẽ được hiển thị cho OAU Ủy ban giải phóng đang họp ở Dar es Salaam để nó có thể thấy rằng ZANU thực sự hoạt động trong nước. Thông điệp được gửi bởi William Ndangana, người đã gặp Crocodile Group tại nhà Rev Ndabaningi Sithole ở Highfield. Kế hoạch này là thiết lập các rào chắn để khủng bố người da trắng. Vào thời điểm này, nhóm người Rhodesians gọi là "Gang cá sấu", bao gồm William Ndangana, Mnangagwa, Matthew Malowa, Victor Mlambo, James Dhlamini và Master Tresha. Trong cuộc hành quân này, họ đã giết một nông dân cư dân và nhân viên cảnh sát, Petrus Oberholtzer, tại [Nyanyadzi] ở Chimanimani, và phá hoại một đầu máy xe lửa ở Fort Victoria. Vụ việc đã dẫn đến việc bắt giữ và treo James Dhlamini và Victor Mlambo. Đó là vào tháng 1 năm 1965, Mnangagwa đã bị cảnh sát Anh Cảnh sát Nam Phi cảnh sát ở nhà của Michael Mawema ở Highfield, Harare, Highfield. Sau đó nó phát hiện ra rằng Mawema đã phản bội ông ta đến cảnh sát Rhodesian. Một trong những cộng sự khác của Mnangagwa, John Chigaba, sau đó bị giam vì đã cố gắng vào cuộc đời của Mawema.
Mnangagwa đã khai khi bị tra tấn rằng ông đã cho nổ tung đầu máy xe lửa trong Masvingo và bị kết án theo Đạo luật Bảo trì và Cải cách năm 1960. Ông được bảo vệ bởi J. J. Horn của Scanlen và Holderness người đã nhận rằng ông là người chưa đủ tuổi và không thể bị hành quyết. Sau đó, ông được đưa đến bệnh viện, nơi bác sĩ xác nhận ông dưới 21 tuổi và kết quả là ông bị kết án 10 năm tù giam. Anh ta phục vụ năm đầu tiên tại Salisbury Prison và sau đó đi đến Nhà tù Grey Street và sau đó là Nhà tù Khami (cả hai đều gần Bulawayo, Zimbabwe Bulawayo), nơi anh ta thụ án sáu năm và tám tháng.
Sau khi bị kết án 10 năm tù, anh ta bị giam thêm tại Khami và sau đó tại nhà tù Harare cùng với các dân tộc khác như Robert Mugabe, Enos Nkala, Maurice Nyagumbo, Edgar Tekere, và Didymus Mutasa. Sau đó anh ta bị trục xuất sang Zambia nơi bố mẹ anh ta đang sinh sống.
Mnangagwa được thả ra cho Đảng tại Livingston và đưa cho cảnh sát Zambia. Một đại diện của ZANLA, Baya, đã đến đón anh tại cầu Victoria Falls và tiếp tục với anh ta đến Lusaka. Josiah Tongogara là Tư lệnh của ZANLA.
Sau khi trải qua hầu hết thời gian tù giam 10 năm tù, Mnangagwa lấy bằng luật [Đại học Zambia]. Ông đã thực hành luật với Enoch Dumbutshena và tăng gấp đôi làm Thư ký cho ZANU cho Phòng Zambia ở Lusaka. Ông cũng là thành viên ban giám khảo của chính trường tại Đại học Zambia.
Tuy nhiên, Mnangagwa sớm rời khỏi pháp luật tư nhân và đến Mozambique để chiến đấu trong Mozambican War of Independence chống lại sự cai trị thực dân Bồ Đào Nha. Trong khi đó, ông đã gặp Robert Mugabe, và trở thành trợ tá và vệ sĩ.
Tại Đại hội Chimoio năm 1977, ông được bầu làm Trợ lý đặc biệt cho Tổng thống và là thành viên của Ban Điều hành Quốc gia cho ZANU. Sau đó anh ta rời chương trình thực hành và tham gia vào Tổng thống vào khoảng tháng 10 năm 1977 tại Chimoio. Vị trí Trợ lý Đặc biệt có nghĩa là ông là người đứng đầu cả hai bộ phận dân sự và quân sự của Đảng. Số 2 của ông là Gava (nay là Tổng Thư ký đã về hưu Zvinavashe, người đứng đầu Bộ An ninh trong Bộ Tư lệnh Quân sự nhưng là phó của ông trong Uỷ ban Trung ương thuộc Bộ An ninh.
Mnangagwa cùng Mugabe tham gia vào các cuộc đàm phán đã dẫn tới việc ký kết Hiệp ước Lancaster House, nơi công nhận Cộng hòa Zimbabwe Zimbabwe]. nhóm các nhà lãnh đạo dân sự đầu tiên bao gồm Didymus Mutasa và Edson Zvobgo từ Maputo tới Zimbabwe. Rex Nhongo (nay là General Retired General Mujuru) cũng dẫn đầu nhóm chỉ huy số 28 từ Maputo tới ngừng bắn.